# Канучі (Джорджія)
Канучі (англ. Canoochee) — переписна місцевість (CDP) в США, в окрузі Емануель штату Джорджія. Населення — 70 осіб (2020).

## Географія
Канучі розташоване за координатами 32°41′7″ пн. ш. 82°10′25″ зх. д. / 32.68528° пн. ш. 82.17361° зх. д. (32.685397, -82.173608).  За даними Бюро перепису населення США в 2010 році переписна місцевість мала площу 6,22 км², з яких 6,10 км² — суходіл та 0,12 км² — водойми.

## Демографія
Згідно з переписом 2010 року, у переписній місцевості мешкала 71 особа в 29 домогосподарствах у складі 20 родин. Густота населення становила 11 особа/км².  Було 32 помешкання (5/км²).
Расовий склад населення:
| - 76,1 % — білих - 22,5 % — чорних або афроамериканців - 1,4 % — азіатів |

До двох чи більше рас належало 0,0 %. Частка іспаномовних становила 0,0 % від усіх жителів.
За віковим діапазоном населення розподілялося таким чином: 21,1 % — особи молодші 18 років, 56,4 % — особи у віці 18—64 років, 22,5 % — особи у віці 65 років та старші. Медіана віку мешканця становила 43,5 року. На 100 осіб жіночої статі у переписній місцевості припадало 97,2 чоловіків;  на 100 жінок у віці від 18 років та старших — 86,7 чоловіків також старших 18 років.
За межею бідності перебувало 16,1 % осіб, у тому числі 0,0 % дітей у віці до 18 років та 75,0 % осіб у віці 65 років та старших.
Цивільне працевлаштоване населення становило 29 осіб. Основні галузі зайнятості: роздрібна торгівля — 86,2 %, мистецтво, розваги та відпочинок — 13,8 %.